# بتال بن محمد المطيري
بتال بن محمد المطيري (توفي 1828م ، 1244هـ) أحد قادة الجيوش السعودية في عمان، تولى الإمارة بعد مقتل أخيه مطلق بن محمد المطيري عام 1813.

## نسبه
بتال بن محمد المطيري ينتمي إلى الملاعبة من ذوي عون من علوى من مطير وقد تطرق بعض المؤرخين إلى نسبه مثل الشيخ حمد الجاسر والشيخ عبد الله بن خميس  وغيرهم وأشاروا إلى أنه جد أسرة آل بتال في الرياض وفي ضرما.

## مشاركاته العسكرية في عمان
أختير أميراً للجيش السعودي خلفاً لأخيه القائد مطلق بن محمد المطيري وكانت غالبية مشاركاته بحروب عمان حيث حارب بها وتولى إمارة البريمي من عام 1814 إلى عام 1819 .

## وفاته
أشارت مخطوطة بن بشر «عنوان المجد في تاريخ نجد» إلى أن الإمام تركي بن عبد الله كان في وادي بالمجمعه وأصاب عدد من رفاقه شيئاً من المرض وكان من ضمن الوفيات أمير الجيوش السعودية بتال بن محمد المطيري وذلك في عام 1244 هـ